# 한국콘텐츠진흥원
한국콘텐츠진흥원(韓國 - 振興院, 영어: Korea Creative Content Agency, KOCCA)은 콘텐츠 전 분야를 아우르는 총괄 진흥기관으로서 콘텐츠산업 육성을 위한 종합지원체제를 구축하여 콘텐츠강국 실현을 위해 2009년 5월 17일 설립된 문화체육관광부 산하 특수법인이며, 위탁집행형 준정부기관으로 지정되어 있다. 정부의 공공기관 지방이전 정책에 따라 2014년 5월에 본원이 광주전남공동혁신도시(나주)로 이전했으며, 역삼, 광화문, 대학로, 홍릉, 상암, 판교, 일산, 대전에 분원을 두고 있다.

## 설립 근거
- 문화산업진흥 기본법[2]

한국문화콘텐츠진흥원, 한국방송영상산업진흥원, 한국게임산업진흥원, 문화콘텐츠센터, 한국소프트웨어진흥원 디지털 콘텐츠사업단 등 5개 콘텐츠 관련 기관이 통합되어 한국콘텐츠진흥원(KOCCA)이 출범하게 되었다.

## 주요기능 및 역할
- 문화산업진흥을 위한 정책 및 제도의 연구·조사·기획
- 문화산업 실태조사 및 통계작성
- 문화산업 관련 전문인력 양성 지원 및 재교육 지원
- 문화체육관광부 소관 연구개발사업의 기획ㆍ관리ㆍ평가 및 성과 확산 등
- 문화산업발전을 위한 제작ㆍ유통활성화
- 문화산업의 창업, 경영지원 및 해외진출 지원
- 문화원형, 학술자료, 역사자료 등과 같은 콘텐츠 개발 지원
- 문화산업활성화를 위한 지원시설의 설치 등 기반조성
- 공공문화콘텐츠의 보존·유통·이용촉진
- 국내외 콘텐츠 자료의 수집·보존·활용
- 방송영상물의 방송매체별 다단계 유통·활용·수출 지원
- 방송영상 국제공동제작 및 현지어 재제작 지원
- 게임 역기능 해소 및 건전한 게임문화 조성
- 이스포츠의 활성화 및 국제교류 증진
- 콘텐츠 이용자의 권익보호
- 문화산업의 투자 및 융자 활성화 지원
- 지역별 특성에 기반한 문화산업의 진흥 및 육성
- 그 밖에 진흥원의 설립목적을 달성하는데 필요한 사업

## 연혁
- 2009년 1월 13일: 문화산업진흥기본법 개정안 국회의결
- 2009년 2월 9일: 한국콘텐츠진흥원 설립위원회 발족
- 2009년 5월 7일: 한국콘텐츠진흥원 설립
- 2009년 6월 9일: 글로벌게임허브센터 개소
- 2014년 5월 29일: 광주전남공동혁신도시로 이전

### KBS
- 다이노 파워즈
- 다이노 파워즈 2
- 다이노 파워즈 3
- 다이노 파워즈 4 방영중
- 주디세이
- 주디세이 퀴즈쇼
- 브레드 이발소
- 브레드 이발소 2
- 브레드 이발소 3
- 브레드와 윌크의 세계여행
- 브레드와 윌크의 세계여행 파트2
- 꼬마농부 라비 제작지원
- 롤러코스터보이 노리 제작기관
- 키오카
- 출동! 애니멀 레스큐
- 생일왕국의 프린세스 프링
- 생일왕국의 프린세스 프링 2
- 반지의 비밀일기
- 반지의 비밀일기 2
- 반지의 비밀일기 3
- 안녕! 괴발개발
- 매직어드벤처
- 시간여행자 루크
- 꼬마공룡 크앙
- 크앙과 게임해요
- 반짝반짝 달님이
- 반짝반짝 달님이 2
- 코드네임 X 제작투자
- 카비온
- 슈퍼트론
- 슈퍼트론 파트2

### (타)
- 하니와 숲속친구들

## 조직

### 한국콘텐츠진흥원장
- 감사법무실
- 대외협력실

#### 전략부원장
- 분쟁조정위원회사무국
- 공정상생지원단
- 심사평가지원팀
- 문화기술PD

##### 경영본부
- 전략기획팀
- 사업관리팀
- 인사총무팀
- 재무관리팀
- 정보화사업팀

##### 기업·인재양성본부
- 창업지원팀
- 기업육성팀
- 인재양성팀

##### 문화기술본부
- 문화기술전략팀
- 문화기술개발팀
- 뉴콘텐츠팀

#### 산업부원장
- 대중문화예술지원센터
- 지역콘텐츠진흥단

##### 게임본부
- 게임산업팀
- 게

- 방송산업팀
- 방송유통지원팀
- 방송인프라운영팀

##### 대중문화본부
- 애니메이션산업팀
- 캐릭터산업팀
- 만화스토리산업팀
- 음악산업팀
- 패션산업팀

##### 해외사업본부
- 해외산업팀
- 마케팅지원팀
- 콘텐츠금융지원팀

##### 정책본부
- 미래정책팀
- 산업정책팀
- 정보분석팀

## 갤러리

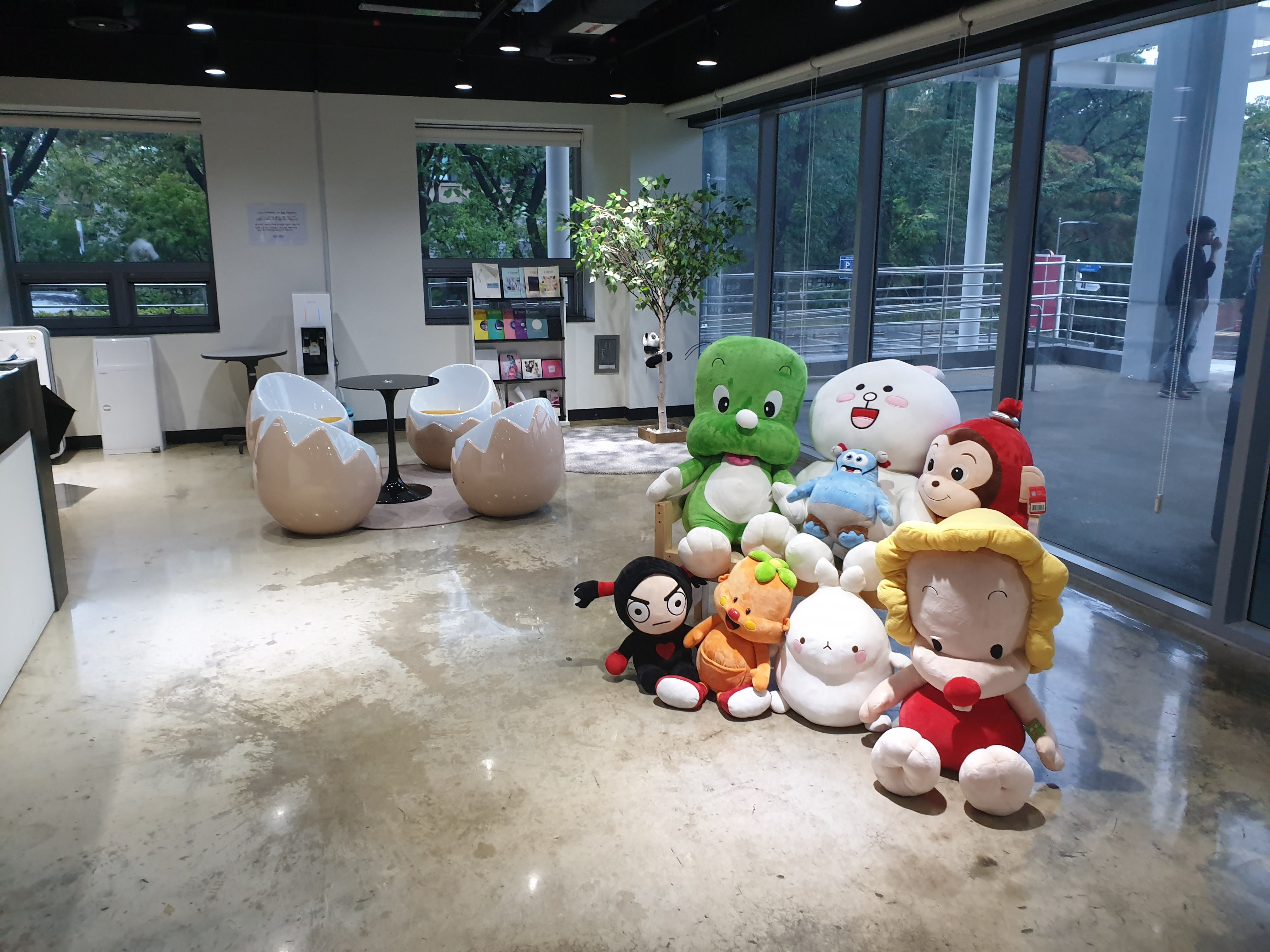
로비
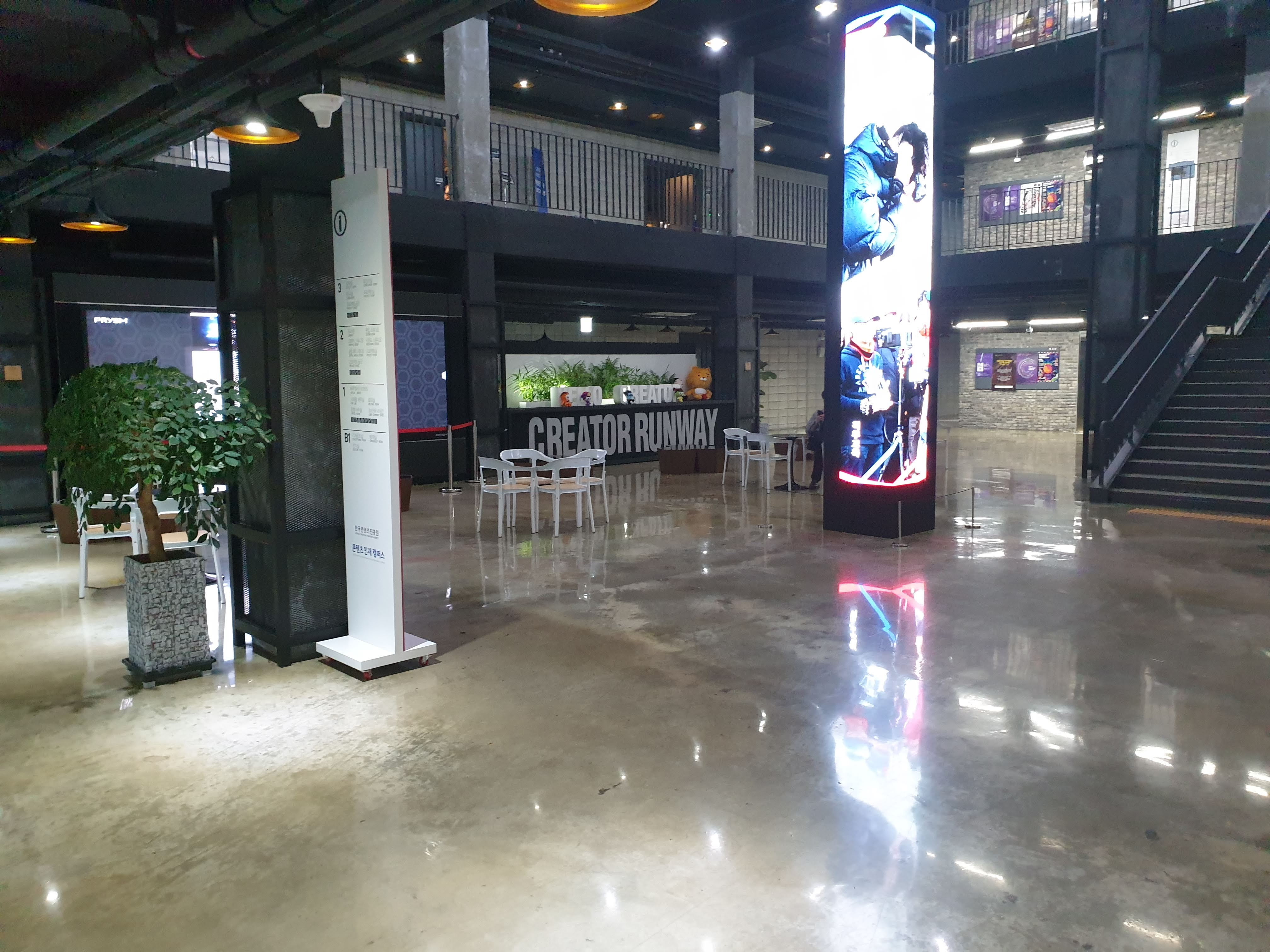
로비
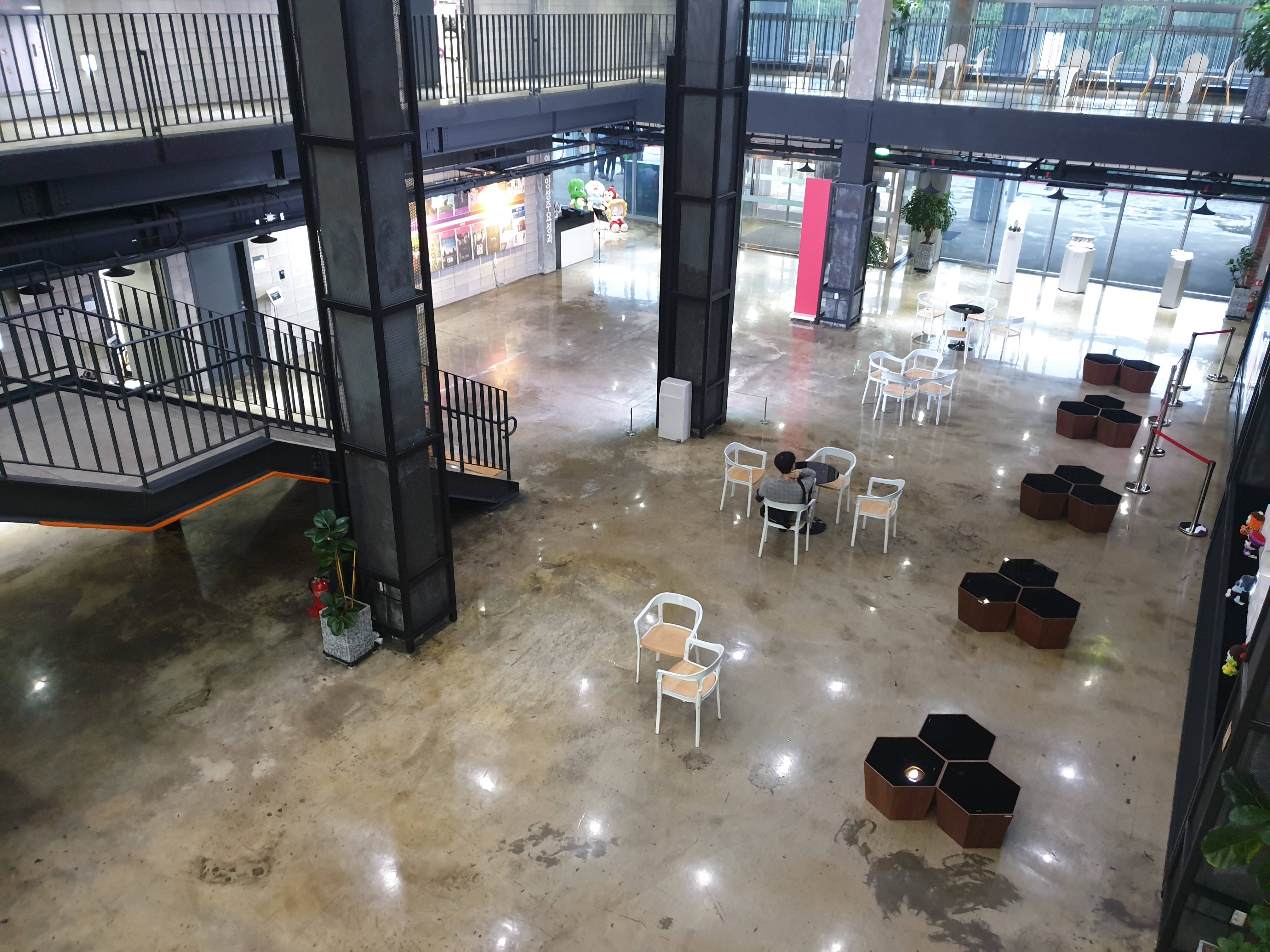
건물 내부
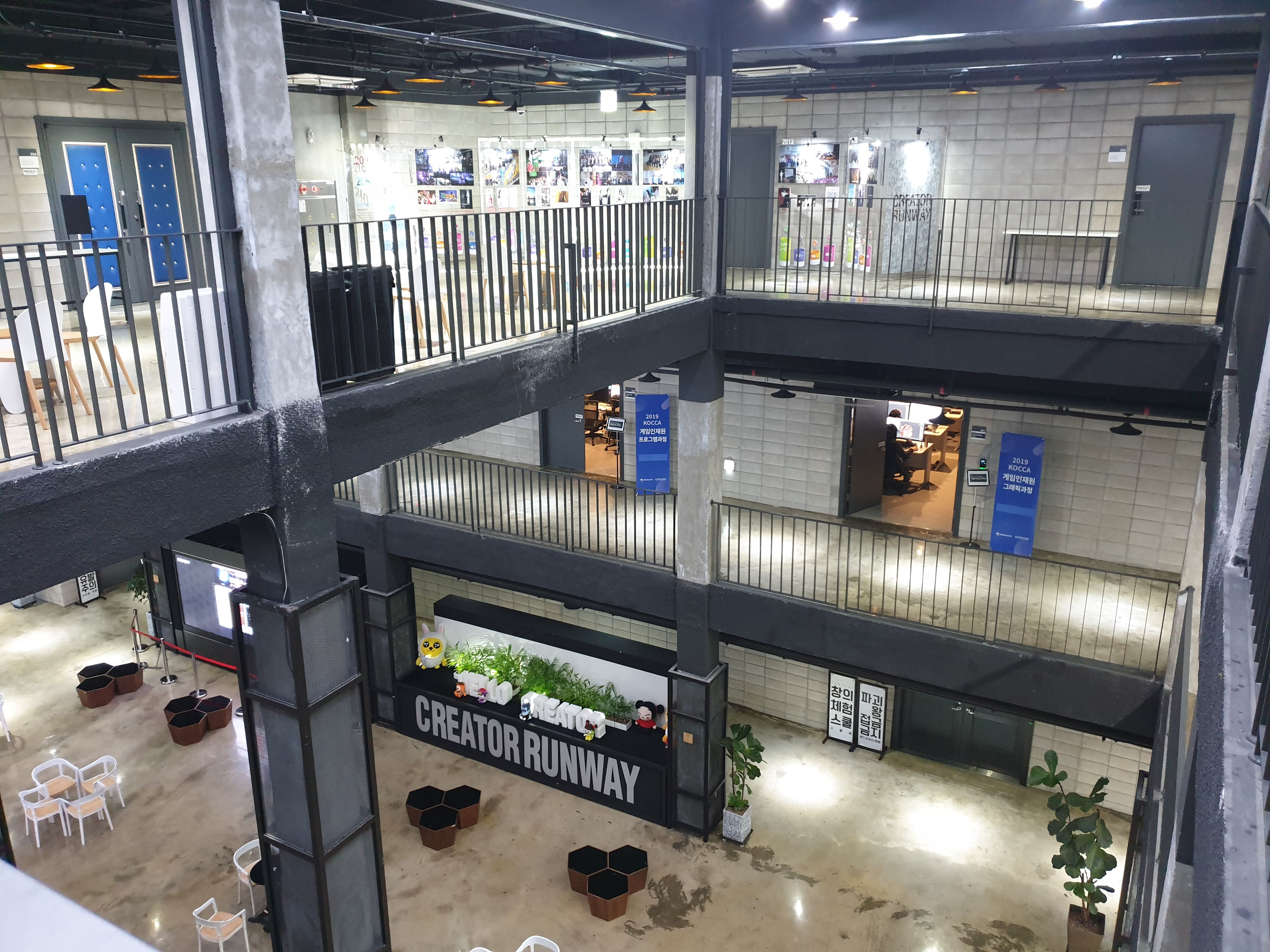
건물 내부

## 같이 보기
- 대한민국 대중문화예술상